# 平一紘
平 一紘（たいら かずひろ、1989年8月29日 - ）は、沖縄県沖縄市出身の映画監督・脚本家、弟は俳優の平隆人。
大学在学中に、映像制作チームPROJECT9を立ち上げ、多くの自主映画を制作。
桐谷健太を主演に迎えた監督作『ミラクルシティコザ』は沖縄県で三ヶ月を超えるロングランを達成した。

## 経歴
映画『マトリックス』に衝撃を受けて映画監督を志す。
県立コザ高校を卒業後、沖縄国際大学に進学した。大学在学中に百人ほどの自主映画チームPROJECT9を設立し、自主映画を多数制作。特技は特殊メイク。
2012年に大学卒業後、地元の百貨店で働きながら、ダイナマイト平名義でテレビドラマの演出や自主映画を製作。5年勤めた百貨店を退職して、映像作家として一本立ちする。
2024年、女優の南里美希と共に、沖縄市観光大使に就任した。

## 作品

### 長編映画
- 2014年『アンボイナじゃ殺せない』[10]
- 2015年『遣らずの街、コザの雨』[11]
- 2016年『釘打ちのバラッド』[12]
- 2021年『ミラクルシティコザ』[13]
- 2025年『木の上の軍隊』

### 短編映画
- 2015年『事故』
- 2015年『useless』
- 2016年『Last act』
- 2016年『ヤドカリの嘘』
- 2017年『罪は夜歩く』
- 2018年『これから二人でケアンを置きに』主演 小川深彩[14]
- 2019年『ja mais vu』
- 2022年『おかあの羽衣』主演 服部樹咲[15]

### テレビドラマ
- 2016年〜『琉球トラウマナイト』監督、脚本
- 2016年〜『オキナワノコワイハナシ』監督、脚本
- 2018年『闘牛戦士ワイドー』（共同演出）
- 2018年『Re island』（松田るか主演連続ドラマ）監督、脚本
- 2019年『にんきもん』（共同演出）
- 2020年「OAB全編４Kドラマ　TERAKA」
- 2020年「QAB4夜連続特別ドラマ　パナウル王国物語」
- 2022年「山中貞則～耕せども尽きず」

### 脚本
- 2014年『アンボイナじゃ殺せない』
- 2016年『釘打ちのバラッド』
- 2021年『ミラクルシティコザ』
- 2022年『おかあの羽衣』

### 撮影
- 2021年『偽神』[16]

## 受賞歴
- 第３回未完成映画予告編大賞グランプリ[17]
- 堤幸彦賞